# Pacomi (escriptor)
Pacomi (Pachomius, Παχώμιος) fou un escriptor esmentat per Valentine Ernest Loescher, a l'Apèndix de Stromatea, s. Dissertationes Sacri et Literarii Argumenti, (Wüttemberg, 1723) que inclou un discurs titulat Pachomii Monachi Sermonem contra Mores sui Saeculi et Providentiae Divinae Contemtum.
D'aquest autor no se'n sap res encara que pel mateix discurs abans esmentat, sembla clar que fou o bé egipci o bé sirià, i que vivia poc després de la conquesta musulmana de l'Orient mitjà, segurament al segle vii.